# 561 (numero)
Cinquecentosessantuno (561) è il numero naturale dopo il 560 e prima del 562.

## Proprietà matematiche
- È un numero dispari.
- È un numero composto dai seguenti divisori: 1, 3, 11, 17, 33, 51, 187 e 561. Poiché la somma dei suoi divisori (escluso se stesso) è 303 < 561, è un numero difettivo.
- È un numero sfenico.
- È il primo numero di Carmichael.
- È un numero palindromo nel sistema numerico binario, nel sistema di numerazione posizionale a base 20 (181) e in quello a base 32 (HH). In quest'ultima base è altresì un numero a cifra ripetuta.
- È il 33° numero triangolare.
- È il 17° numero esagonale.
- È un numero congruente.

## Astronomia
- 561 Ingwelde è un asteroide della fascia principale del sistema solare.
- NGC 561 è una galassia spirale della costellazione di Andromeda.

## Astronautica
- Cosmos 561 è un satellite artificiale russo.